# Tapi
Pour le peintre serbe, voir Dragan Malesevic Tapi.
La Tapi (thaï แม่น้ำตาปี) est le plus long fleuve du sud de la Thaïlande, avec  230 km. Il prend sa source à Khao Luang et se termine par un large estuaire sur le Golfe de Thaïlande dans la Baie de Bandon, près de la ville de Surat Thani.
Le fleuve draine un bassin de 5 460 km2 ; en 1997 il avait un débit annuel de 135,4 m3/s, ou 4,3 km3 par an. La Phum Duang (ou Khirirat), qui draine 6,125 km2 à l'ouest du bassin de la Tapi, rejoint l'estuaire 15 km à l'Ouest de Surat Thani dans le district (Amphoe) de Phunphin.
La Tapi a reçu son nom en août 1915, d'après la rivière indienne du même nom (appelée aujourd'hui Tapti), peu après que Surat Thani a reçu le sien d'après la ville indienne de Surate (située au bord de la Tapti
L'île de Ko Lamphu (เกาะลำพู) se trouve sur la Tapi, à environ 9 km de son embouchure, juste en face du centre de Surat Thani, à laquelle elle est reliée par une passerelle.
En 1975, la chasse a été interdite dans une zone marécageuse de 29,6 km2 sur la berge orientale de la Tapi dans le district de Khian Sa, la réserve de Nong Thung Thong ; en 1989, celle-ci a été portée à 64,5 km2. Elle est presque complètement inondée d'octobre à décembre.

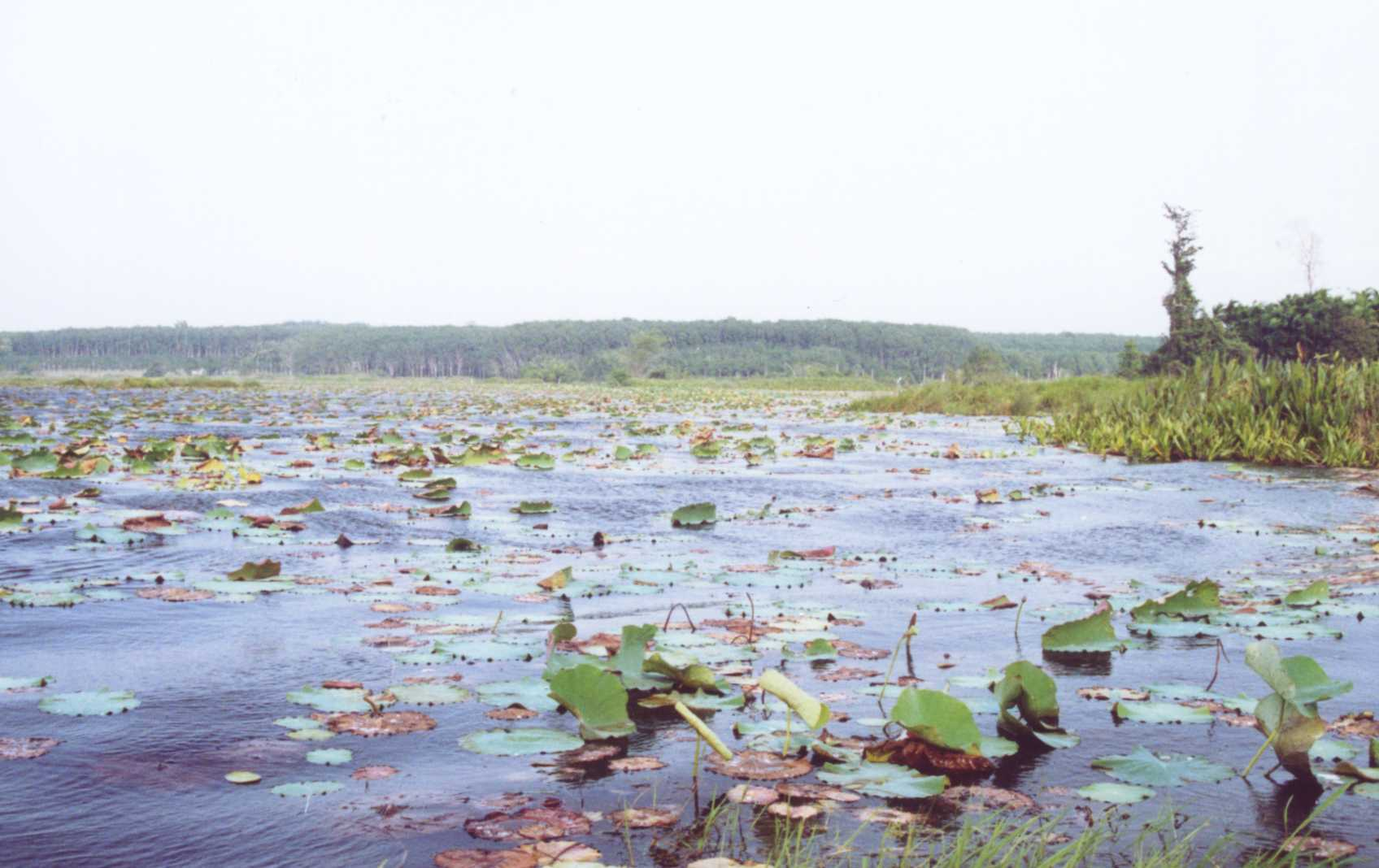
Vue de la réserve de Nong Thung Thong (2006)

## Navires
La Tapi a donné son nom à une classe de frégates de la marine thaïlandaise : la classe Tapi, constituée par les frégates Tapi (FF 431) et Khirirat (FF 432).